# Justien Odeurs
Justien Odeurs (Sint-Truiden, 30 mei 1997) is een Belgische voormalige doelvrouw. Van 2014 tot 2021 stond ze onder de lat bij de Red Flames.

## Spelerscarrière

### Clubs
Odeurs startte haar clubloopbaan bij Sint-Truidense VV in 2012. Daarna ging ze voor één seizoen naar RSC Anderlecht. Daarna ging ze voor twee seizoenen naar Lierse SK waar ze in het seizoen 2015-2016 tweede werd in de Super League, en ze won in de seizoenen 2014-15 en 2015-16 de Beker van België. Vanaf het seizoen 2016-2017 speelde Odeurs voor het Duitse FF USV Jena. In juli 2018 keerde ze terug naar RSC Anderlecht.

### Red Flames
Odeurs maakte haar debuut voor de Red Flames op 22 november 2014 met een 1-4 overwinning tegen Polen. Ze maakte ook deel uit van de Belgische selectie voor het Europees kampioenschap voetbal vrouwen 2017. De doelvrouw was basisspeler tijdens de drie Belgische groepswedstrijden.
In oktober 2021 werd Odeurs niet geselecteerd voor twee WK-kwalificatiematchen. De bondscoach, Ives Serneels, gaf aan haar niet op te roepen omdat ze "niet aan de sportieve eisen voldoet". Enkele weken later behoorde ze wel tot de selectie voor WK-kwalificatiematchen, maar bleef ze op de bank. Uit onvrede kondigde Odeurs in januari 2022 het einde van carrière bij de Red Flames aan.

## Privé
Odeurs geeft les op een middelbare school.

## Interlands
| Datum      | Wedstrijd                      | Uitslag | speelminuten |
| ---------- | ------------------------------ | ------- | ------------ |
| 24-07-2017 | België – Nederland             | 1-2     | 90           |
| 20-07-2017 | Noorwegen - België             | 0-2     | 90           |
| 16-07-2017 | Denemarken - België            | 1-0     | 90           |
| 11-07-2017 | België – Rusland               | 2-0     | 90           |
| 07-07-2017 | Frankrijk – België             | 2-0     | 90           |
| 30-06-2017 | Spanje – België                | 7-0     | 90           |
| 28-11-2016 | België – Denemarken            | 1-3     | 90           |
| 24-11-2016 | België – Nederland             | 3-1     | 90           |
| 20-09-2016 | België – Engeland              | 0-2     | 90           |
| 15-09-2016 | Servië - België                | 1-3     | 90           |
| 03-06-2016 | Estland – België               | 0-5     | 90           |
| 12-04-2016 | België – Estland               | 6-0     | 90           |
| 08-04-2016 | Engeland – België              | 1-1     | 90           |
| 07-03-2016 | Denemarken – België            | 1-2     | 90           |
| 04-03-2016 | Canada – België                | 1-0     | 90           |
| 02-03-2016 | IJsland – België               | 2-1     | 90           |
| 30-11-2015 | België – Servië                | 1-1     | 90           |
| 27-10-2015 | Bosnië en Herzegovina – België | 0-5     | 90           |
| 22-09-2015 | België – Bosnië en Herzegovina | 6-0     | 90           |
| 16-09-2015 | België – Polen                 | 5-0     | 90           |
| 23-05-2015 | België – Noorwegen             | 3-2     | 90           |
| 09-03-2015 | Mexico – België                | 0-0     | 90           |
| 03-03-2015 | Tsjechië – België              | 2-2     | 90           |
| 11-02-2015 | Spanje – België                | 2-1     | 90           |
| 22-11-2014 | Polen – België                 | 1-4     | 90           |

## Behaalde prijzen
- Beker van België 2014-15[6]
- Beker van België 2015-16[7]

Kampioen Superleague 2018-2018